# Singur printre prieteni
Singur printre prieteni este un film românesc din 1979 regizat de Cornel Todea. Rolurile principale au fost interpretate de actorii Horațiu Mălăele, Ștefan Mihăilescu-Brăila, Octavian Cotescu.

## Distribuție
Distribuția filmului este alcătuită din:
- Horațiu Mălăele — Robert
- Alexandru Tocilescu
- Petre Gheorghiu-Goe
- Ștefan Bănică — Pandele
- Ileana Predescu
- Ștefan Mihăilescu-Brăila — Gavrilescu
- Răzvan Vasilescu — Matei
- Jean Lorin Florescu — Căpitanul
- Virgil Ogășanu — Anghelescu
- Florina Luican — Georgiana
- Mihai Stan
- Ioana Ciomîrtan
- Jorj Voicu
- Hamdi Cerchez — Bobițoiu
- Ioan Luchian Mihalea
- Tamara Buciuceanu — Ortansa
- Octavian Cotescu — Adrianopol
- Ileana Stana Ionescu — Nevasta lui Gavrilescu
- Nicolae Manolache — Ionescu
- Zephi Alșec
- Julieta Strâmbeanu
- Marian Râlea
- Vivian Alivizache — Gina
- Tudorel Filimon
- Teodor Danetti — Vrancea
- Marioara Sterian — Laura
- Șerban Celea — Popescu

## Primire
Filmul a fost vizionat de 1.029.838 de spectatori în cinematografele din România, după cum atestă o situație a numărului de spectatori înregistrat de filmele românești de la data premierei și până la data de 31 decembrie 2014 alcătuită de Centrul Național al Cinematografiei.